# Krücke (Film)
Krücke ist ein deutscher Film aus dem Jahr 1993 und basiert auf dem Kinder- und Jugendbuchroman Krücke von Peter Härtling.

## Handlung
Der 13-jährige Thomas ist zum Ende des Zweiten Weltkriegs von seiner Mutter getrennt worden. In diesem Fall wollten sie sich in Wien bei seiner Tante treffen, deren Haus jedoch nicht mehr steht. Thomas gerät an einen beinamputierten ehemaligen Wehrmachtssoldaten, der sich selbst „Krücke“ nennt und in Schwarzmarktgeschäfte verwickelt ist. Beide finden Unterschlupf bei Bronka, einer jüdischen Freundin Krückes. Sie überredet Krücke, Thomas beim Roten Kreuz zu melden und mit ihm nach Deutschland zurückzukehren. Sie selbst wandert später mit jüdischen Waisenkindern nach Palästina aus. Krücke und Thomas landen nach einem mehrwöchigen Transport in einem Viehwaggon in einer Kleinstadt in Schwaben, wo sie wieder ins Alltagsleben zurückfinden, bis sie erfahren, dass Thomas’ Mutter in München ist. Thomas kehrt nach München zurück und nimmt Abschied von Krücke. Sie versprechen sich gegenseitig, dass Thomas Krücke öfters besuchen kommt.

## Unterschiede Buch / Film
Der Film verkürzt die emotionalen Beziehungen der Beteiligten untereinander und versucht in einer Rückblende den Schrecken des Krieges stark zu visualisieren.
Die Beziehung von Krücke zu Bronka erscheint klischeehafter. Die Frau erscheint insgesamt nicht so stark und selbstbewusst wie im Roman. Auch hat Krücke kurz nach der Trennung gleich wieder eine Freundin, was seine Gefühle  für die Frau schwächer wirken lässt.

## Auszeichnungen
Krücke gewann den Hessischen Filmpreis, den Publikumspreis beim Max Ophüls Festival sowie mehrere Deutsche Filmpreise. Die Filmbewertungsstelle kennzeichnete den Film als „wertvoll“.